# Јесења изложба УЛУС-а (2000)
Јесења изложба УЛУС-а (2000) је трајала од 30. новембра до 20. децембра 2000. године. Изложба је одржана у галеријском простору Удружења ликовних уметника Србије, односно у Уметничком павиљону "Цвијета Зузорић", у Београду. Избор аутора и дела за изложбу је обавио Уметнички савет УЛУС-а. На насловној страни овог каталог налази се репродукција ауторке Љубинке Јовановић-Михаиловић, која је за ово дело награђена на Јесењој изложби УЛУС-а 1999. године.

## Излагачи
1. Маја Анђелковић-Пецић
2. Исак Аслани
3. Бошко Атанацковић
4. Светлана Бабић
5. Зоран Бановић
6. Предраг Бачкоња
7. Војна Баштовановић
8. Милан Бесарабић
9. Жарко Бјелица
10. Никола Божовић
11. Радомир Бранисављевић
12. Ненад Брачић
13. Наташа Будимлија-Марковић
14. Здравко Велован
15. Владимир Вељашевић
16. Светлана Волиц
17. Драгана Вукотић
18. Предраг Вукићевић
19. Жарко Вучковић
20. Јован Глигоријевић
21. Олга Глишин
22. Радмила Граовац
23. Милован-Даго Даговић
24. Горан Десанчић
25. Миленко Дивјак
26. Марија Димитрић
27. Зоран Димовски
28. Наташа Дробњак
29. Живко Ђак
30. Марио Ђиковић
31. Маја Ђокић
32. Зоран Ђорђевић
33. Милица Жарковић
34. Синиша Жикић
35. Љиљана Златковић
36. Гордана Иветић
37. Миладин Ивковић
38. Ирена Илијев
39. Ненад Илић
40. Ивана Јакшић
41. Татјана Јанковић
42. Јелена Јелача
43. Зоран Јовановић-Добротин
44. Драгана Јокић
45. Шиљан Јошкин
46. Гордана Каљаловић
47. Добрица Камперелић
48. Драган Кићовић
49. Марија Кнежевић
50. Момир Кнежевић
51. Славенка Ковачевић-Томић
52. Милинко Коковић
53. Милена Максимовић
54. Весна Марковић
55. Драган Марковић-Маркус
56. Душан Б. Марковић
57. Весна Мартиновић-Маровић
58. Предраг-Фердо Микалачки
59. Горица Милетић
60. Весна Миличевић
61. Вукашин Миловић
62. Лепосава Милошевић-Сибиновић
63. Биљана Миљковић
64. Александар-Лека Младеновић
65. Миодраг Млађовић
66. Жељка Момиров
67. Даниела Морариу
68. Марклен Мосијенко
69. Драган Најдановић
70. Борислава Недељковић-Продановић
71. Милија Нешић
72. Јасна Николић
73. Мирјана Николић-Пећинар
74. Ђорђе Одановић
75. Бранко Омчикус
76. Душан Оташевић
77. Александра А. Павићевић
78. Пепа Пашћан
79. Љубица-Буба Пецарски
80. Димитрије Пецић
81. Ивона Плескоња
82. Дејан Попов
83. Теа Поповић
84. Ивана Прлинчевић
85. Иван Радовић
86. Љубица Радовић
87. Небојша Радојев
88. Горан Ракић
89. Кемал Румујкић
90. Мирослав Савић
91. Милорад Ступовски
92. Милан-Тарин Тепавац
93. Зоран Тешановић
94. Звонко Тилић
95. Нина Тодоровић
96. Томислав Тодоровић
97. Власта Филиповић
98. Милош-Фића Филиповић
99. Мирјана Филиповић
100. Мирољуб-Филимир Филиповић
101. Тијана Фишић
102. Драган Хајровић
103. Биљана Царић
104. Ана Церовић
105. Гордана Чекић
106. Ђорђе Чпајак
107. Никола Шиндик